# 东山魁夷
东山魁夷（1908年7月8日—1999年5月6日）是一位日本风景画家、散文家。

## 生平

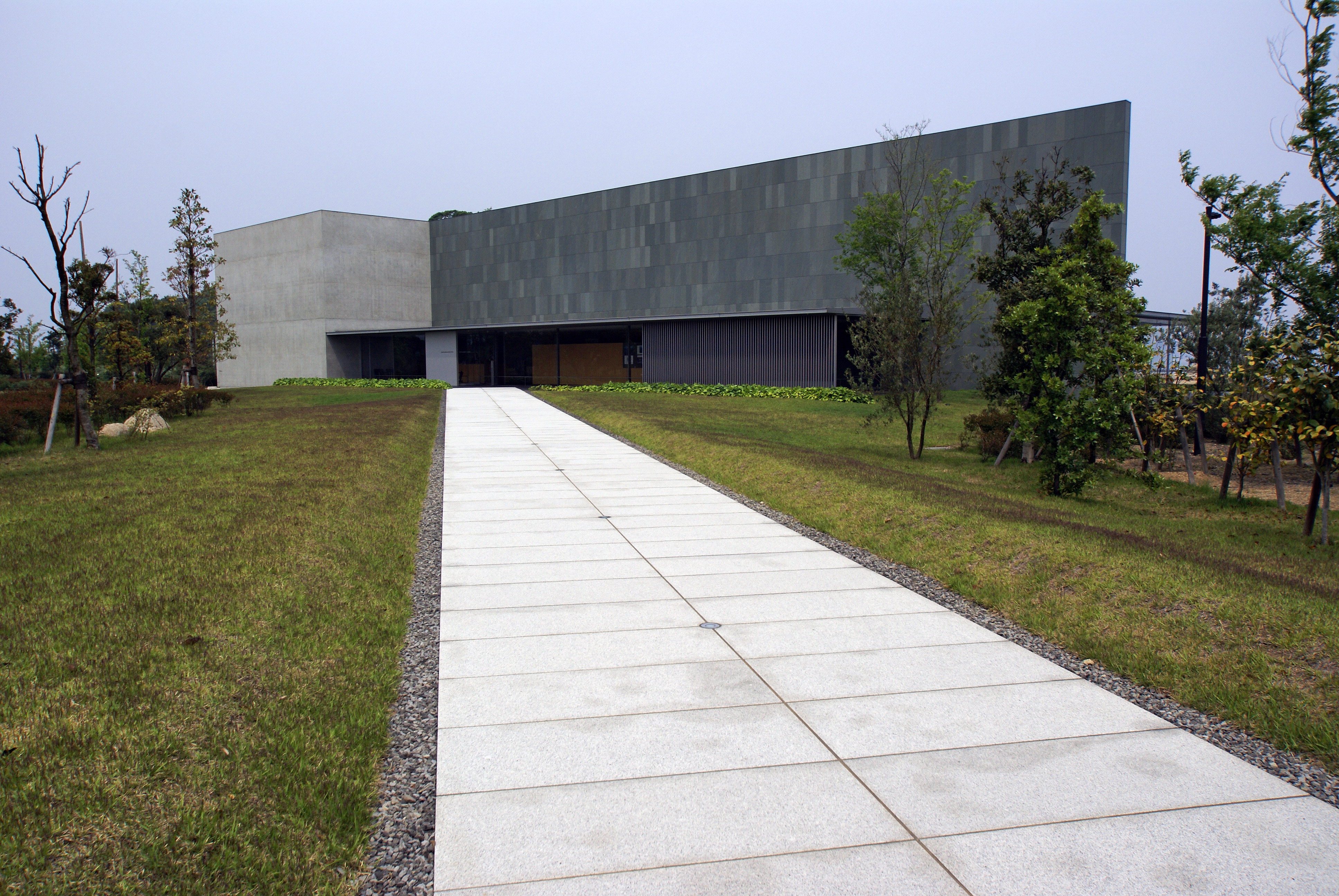
东山魁夷美术馆

1908年7月生于日本横滨。原名新吉，画号魁夷。1931年毕业于东京美术学校。1934年留学德国，在柏林大学哲学系攻读美术史。
1999年5月6日逝世。

## 荣誉
其早年绘画作品《冬日三乐章》、《光昏》分别获得1939年第一回日本画院展一等奖和1956年日本艺术院奖。1969年获文化勋章和每日艺术大奖。